# Premi Barça Jugadors
El Premi Barça Jugadors és el guardó atorgat anualment des de 2010 per l'Agrupació Barça Jugadors al jugador i jugadora del primer equip de futbol del FC Barcelona amb més joc net aquella temporada.

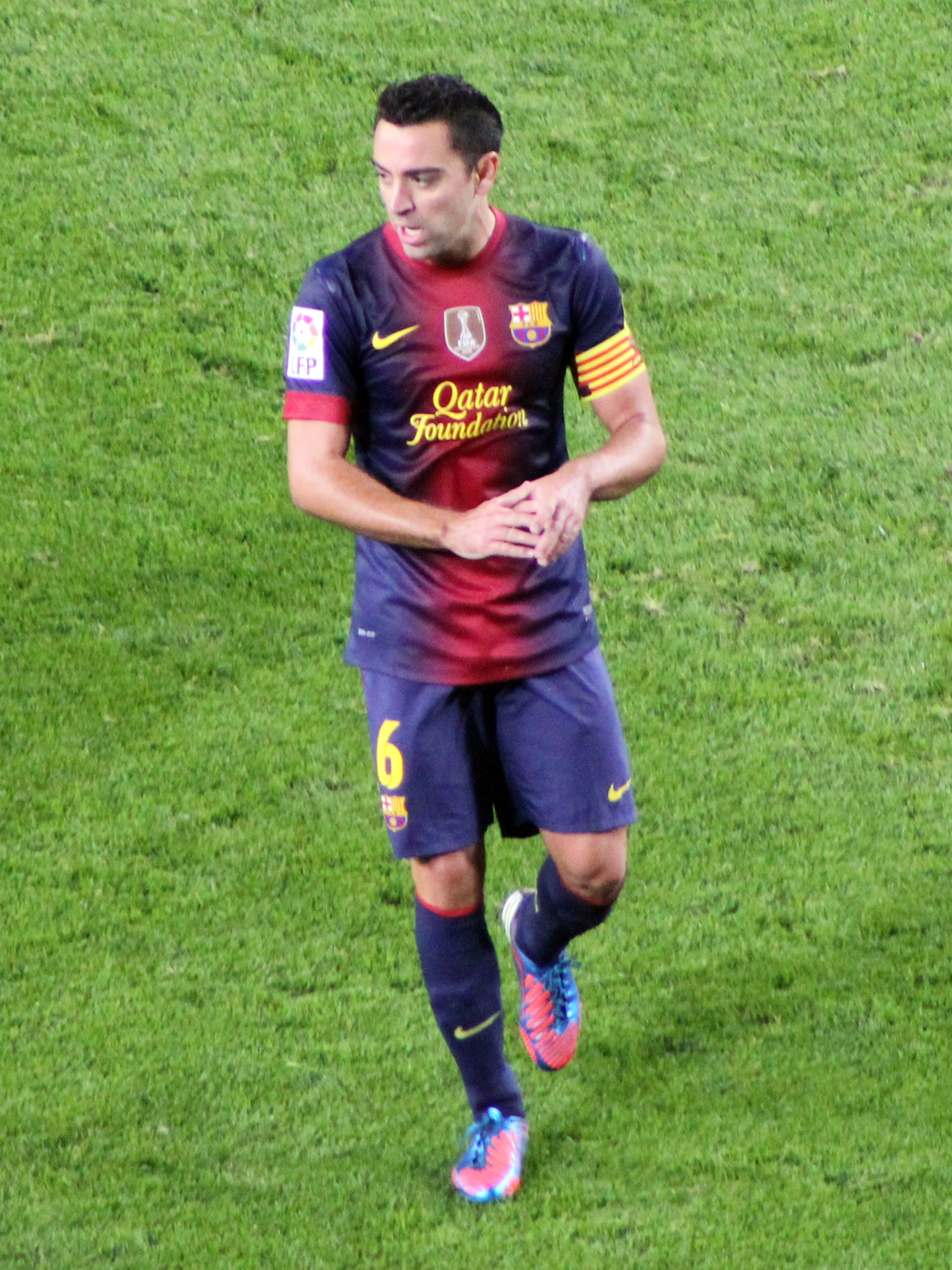
Xavi va guanyar el premi dues vegades seguides, el 2012 i el 2013.

Aitana és l'única jugadora que l'ha guanyat quatre cops.

## Guanyadors
| Temporada | Jugador               | Jugadora           | Ref.  |
| --------- | --------------------- | ------------------ | ----- |
| 2009–10   | Bojan                 |                    | [ 2 ] |
| 2010–11   | Andrés Iniesta        |                    | [ 2 ] |
| 2011–12   | Xavi                  |                    | [ 2 ] |
| 2012–13   | Xavi                  |                    | [ 2 ] |
| 2013–14   | Carles Puyol          |                    | [ 2 ] |
| 2014–15   | Javier Mascherano     |                    | [ 2 ] |
| 2015–16   | Lionel Messi          |                    | [ 2 ] |
| 2016–17   | Sergi Roberto         |                    | [ 2 ] |
| 2017–18   | Ivan Rakitić          |                    | [ 2 ] |
| 2018–19   | Marc-André ter Stegen | Alexia Putellas    | [ 3 ] |
| 2019-20   | Plantilla masculina   | Plantilla femenina | [ 4 ] |
| 2020–21   | Frenkie de Jong       | Aitana Bonmatí     | [ 5 ] |
| 2021–22   | Pedri                 | Aitana Bonmatí     | [ 6 ] |
| 2022-23   | Marc-André ter Stegen | Aitana Bonmatí     | [ 1 ] |
| 2023-24   | Lamine Yamal          | Aitana Bonmatí     | [ 7 ] |
| 2024-25   | Pedri                 | Clàudia Pina       | [ 8 ] |